# Facultad de Ingeniería de Petróleo, Gas Natural y Petroquímica (Universidad Nacional de Ingeniería, Perú)
La Facultad de Ingeniería de Petróleo, Gas Natural y Petroquímica es una dependencia de la Universidad Nacional de Ingeniería en Lima, Perú.

## Historia de la FIP
La especialidad de Ingeniería de Petróleo se creó en la Escuela Nacional de Ingenieros por Ley Nº 10410 del Congreso de la República del 18 de febrero de 1946.
La Ley Universitaria de abril de 1946, promulgada por el presidente Bustamante y Rivero, restableció el régimen de autonomía plena y estipula la organización de la Escuela de Ingenieros por Departamentos. El 27 de diciembre de 1950 se inaugura el actual Núcleo Central de la Infraestructura de la Facultad de Ingeniería de Petróleo. Al promulgarse la Ley N.º 12379, el 19 de julio de 1955, la antigua Escuela de Ingenieros toma el nombre de Universidad Nacional de Ingeniería; y el Departamento de Petróleo toma el nombre de Facultad de Petróleo.
A partir del año Académico de 1968, la Facultad de Petróleo extendió su currículo hacia el Área de Refinación y Petroquímica, pues las perspectivas de explotar petróleo y desarrollar las industrias conexas como la refinación y petroquímica se avizoraban promisorias, asimismo la Comisión Ejecutiva de la mismo año aprobó el cambio de nombre por el de Facultad de Ingeniería de Petróleo y Petroquímica. Por Decreto Ley 17437 del Gobierno Militar presidido por el general Juan Velasco Alvarado, la Facultad de Petróleo se convierte en el Programa Académico de Petróleo y Petroquímica.
En el año 1972 egresa la primera promoción de Ingeniería Petroquímica (18 profesionales). La Ley Universitaria N.º 23733 aprobada por el Congreso de la República, promulgada por el presidente Arq. Fernando Belaúnde Terry el 9 de diciembre de 1983, devuelve a la UNI el régimen facultativo y el Programa Académico de Petróleo y Petroquímica se convierte en la Facultad de Ingeniería de Petróleo.

## Exalumnos
- Eleodoro Mayorga (Ex Ministro de Perú)
- Jorge Chamot (Ex Ministro de Perú)